# Goldbachia
Genre
Goldbachia est un genre de Brassicaceae comportant onze espèces. Son nom provient du botaniste Karl Ludwig Goldbach (1793-1824). Ce genre a été étudié pour la première fois par Augustin Pyrame de Candolle.

## Espèces
- Goldbachia hispida, Blatt. & Halb.
- Goldbachia ikonnikovii, Vassilcz.
- Goldbachia laevigata, DC. (Russie)
- Goldbachia lancifolia, Franch.
- Goldbachia papillosa, Vassilcz.
- Goldbachia papulosa, Vassilcz.
- Goldbachia pendula, Botsch.
- Goldbachia reticulata, Vassilcz.
- Goldbachia tetragona, Ledeb.
- Goldbachia torulosa, DC. (Levant)
- Goldbachia verrucosa, Kom

## Liste d'espèces
Selon The Plant List (19 septembre 2019) :
- Goldbachia ikonnikovii Vassilcz.
- Goldbachia laevigata (M.Bieb.) DC.
- Goldbachia pendula Botsch.
- Goldbachia sabulosa (Kar. & Kir.) D.A. German & Al-Shehbaz
- Goldbachia tetragona Ledeb.
- Goldbachia torulosa DC.
- Goldbachia verrucosa Kom.

Selon Tropicos (19 septembre 2019) (Attention liste brute contenant possiblement des synonymes) :
- Goldbachia hispida Blatt. & Halb.
- Goldbachia ikonnikovii Vassilcz.
- Goldbachia laevigata (M. Bieb.) DC.
- Goldbachia lancifolia Franch.
- Goldbachia mikanii Trin. ex Spreng.
- Goldbachia papillosa Vassilcz.
- Goldbachia papulosa Vassilcz.
- Goldbachia pendula Botsch.
- Goldbachia reticulata (Kuntze) Vassilcz.
- Goldbachia sabulosa (Kar. & Kir.) D.A. German & Al-Shehbaz
- Goldbachia tetragona Ledeb.
- Goldbachia torulosa DC.
- Goldbachia verrucosa Kom.